# 玄海町立牟形小学校
玄海町立牟形小学校（げんかいちょうりつ むかたしょうがっこう）は佐賀県東松浦郡玄海町大字牟形にかつて存在した小学校。2010年（平成22年）3月末に閉校した。

## 概要
歴史
1958年（昭和33年）「玄海町立有浦小学校 牟形分校」として東松浦郡玄海町に創立。1967年（昭和42年）には有浦小学校から分離の上、「玄海町立牟形小学校」として独立。創立から52年目の2010年（平成22年）に玄海町内の小学校3校（有浦・仮屋・牟形）の統合により、玄海町立有徳小学校が新設された。2015年（平成27年）には有徳小学校と値賀小学校の統合により玄海小学校が新設され、2017年（平成29年）には玄海小と玄海中の統合により、義務教育学校「玄海町立玄海みらい学園」が新設された。
校章
校区の3地区と松の木を象徴する三段菱を背景にして、中央に校名の「牟形」（縦書き）を配置している。その周りは藤の葉で囲まれている。校旗の配色は、布地が朱色（金糸の縁取り）になっており、牟形の字は金糸、それ以外は銀糸で刺繍されている。
校歌
1974年（昭和49年）1月に制定。作詞は中川民雄、作曲は原口恒夫による。歌詞は3番まであり、各番に校名の「牟形校」が登場する。

## 沿革
- 1958年（昭和33年）4月1日 - 「玄海町立有浦小学校 牟形分校」が設置される。
- 1967年（昭和42年）4月1日 - 有浦小学校から分離し、「玄海町立牟形小学校」として独立。
  - 児童数が最大の123名（男子63名・女子60名）を記録する。
- 1972年（昭和47年）- 校旗を新調。
- 1974年（昭和49年）1月 - 校歌を制定。
- 1988年（昭和63年）3月 -鉄筋コンクリート造3階建ての新校舎・体育館が完成。
- 2010年（平成22年）3月31日 - 閉校。52年の歴史に幕を下ろす。

閉校後
- 跡地は牟形コミュニティセンターとなっている。

玄海町内の小学校のその後
- 2015年（平成27年）4月1日 - 有徳小学校と値賀小学校の統合により、玄海町立玄海小学校が新設された。
  - 玄海小学校は、同時期に新設された玄海町立玄海中学校とともに、小中一貫教育を開始。
  - 校地・校舎は玄海町大字新田（旧・有浦中学校）に新校舎が完成し移転。
- 2017年（平成29年）4月1日 - 玄海小学校と玄海中学校を統合の上、義務教育学校「玄海町立玄海みらい学園」が新設される。

## 交通
最寄りのバス停
- 昭和バス 「牟形コミュニティセンター前」

最寄りの幹線道路
- 国道204号

## 周辺
- 唐津市消防本部西部分署
- 座川

## 参考資料
- 「玄海町史 下巻」（2000年（平成12年）3月, 玄海町史編纂員会）p.235 - p.237

## 関連事項
- 佐賀県小学校の廃校一覧